# Diego Camargo
Diego Andrés Camargo Pineda (Tuta, 3 maggio 1998) è un ciclista su strada colombiano che corre per il Team Medellín-EPM; vincitore della Vuelta a Colombia 2020, è professionista dal 2021.

## Palmarès
- 2019 (Coldeportes Zenú, due vittorie)

3ª tappa Vuelta a Boyacá (Tibaná > Alto de La Cruz, cronometro)
Classifica generale Vuelta a Boyacá
- 2020 (Colombia Tierra de Atletas-GW Bicicletas, due vittorie)

Classifica generale Vuelta a Colombia Under-23
Classifica generale Vuelta a Colombia
- 2025 (Team Medellín-EPM, quattro vittorie)

3ª tappa Tour de Beauce (Lac-Mégantic > Mont Mégantic)
Classifica generale Tour de Beauce
4ª tappa Vuelta a Colombia (Duitama > Duitama)
9ª tappa Vuelta a Colombia (Alvarado > Alto del Vino)

### Altri successi
- 2019 (Coldeportes Zenú)

Classifica scalatori Vuelta a Boyacá
- 2020 (Colombia Tierra de Atletas-GW Bicicletas)

Classifica giovani Vuelta a Colombia
- 2025 (Team Medellín-EPM)

Classifica a punti Vuelta a Colombia
Classifica scalatori Vuelta a Colombia

## Piazzamenti

### Grandi Giri
- Giro d'Italia

2022: 79º
- Vuelta a España

2021: 53º
2023: 84º

### Classiche monumento
- Giro di Lombardia

2021: ritirato